# Live at Hull
Live at Hull è un album live del gruppo rock britannico The Who. L'esibizione venne registrata alla Hull City Hall il 15 febbraio 1970. In alcune tracce il suono del basso venne registrato malamente o andò del tutto perduto. Per questa ragione, gli Who decisero di pubblicare il concerto soltanto nel 2012, quarantadue anni dopo lo svolgimento dell'esibizione originale.

## Tracce
- Tutti i brani sono opera di Pete Townshend eccetto dove indicato diversamente.

Disc 1
1. Heaven and Hell (John Entwistle) - 5:09
2. I Can't Explain - 2:26
3. Fortune Teller (Naomi Neville) - 3:22
4. Tattoo - 3:00
5. Young Man Blues (Mose Allison) - 5:56
6. Substitute - 3:04
7. Happy Jack - 2:13
8. I'm a Boy - 2:45
9. A Quick One, While He's Away - 8:51
10. Summertime Blues (Jerry Capehart & Eddie Cochran) - 3:34
11. Shakin' All Over (Johnny Kidd) - 4:34
12. My Generation - 15:24

Disc 2 - Tommy
1. Overture - 6:53
2. It's a Boy - 0:31
3. 1921 - 2:26
4. Amazing Journey - 3:18
5. Sparks - 4:23
6. Eyesight to the Blind (Sonny Boy Williamson II) - 1:58
7. Christmas - 3:19
8. The Acid Queen - 3:35
9. Pinball Wizard - 2:25
10. Do You Think It's Alright? - 0:22
11. Fiddle About (Entwistle) - 1:13
12. Tommy, Can You Hear Me? - 0:55
13. There's a Doctor - 0:23
14. Go to the Mirror! - 3:24
15. Smash The Mirror - 1:19
16. Miracle Cure - 0:13
17. Sally Simpson - 4:01
18. I'm Free - 2:39
19. Tommy's Holiday Camp (Keith Moon) - 1:00
20. We're Not Gonna Take It - 8:48

## Formazione
- Roger Daltrey: voce solista, cori, armonica a bocca, tamburello
- John Entwistle: basso,  voce
- Keith Moon: batteria e percussioni, voce
- Pete Townshend: chitarre, voce

Personale aggiuntivo
- Bob Pridden: produzione